# 長柄村 (群馬県)
長柄村（ながえむら）は群馬県の南東部、邑楽郡に属していた村。

## 地理
- 河川：新堀川

## 村名の由来
大字篠塚にある長柄神社による。当初は「ながら」と読ませる予定だったが、隣接する永楽村も同じ「ながら」とする方針だったため郡長の裁量により長柄村を「ながえ」、永楽村を「えいらく」とすることとなった。
現在は長柄郵便局、邑楽町立長柄小学校等に名をとどめる。

## 歴史
- 1889年（明治22年）4月1日 - 町村制施行により、篠塚村、狸塚村（むじなづかむら）、赤堀村が合併して邑楽郡長柄村が成立。
- 1955年（昭和30年）3月31日 - 富永村、永楽村と合併して千代田村となり消滅。
- 1956年（昭和31年）9月30日 - 旧村域が千代田村から分離して中島村へ移行。

## 交通
- 東武小泉線
  - 篠塚駅